# Elecciones parlamentarias de Dinamarca de 2005
Las elecciones parlamentarias se celebraron en Dinamarca el 8 de febrero de 2005. El primer ministro Anders Fogh Rasmussen, del Venstre, conservó la posición de partido más grande en el parlamento. La coalición gobernante entre el Venstre y el Partido Popular Conservador permaneció intacta, con el Partido Popular Danés brindando el apoyo parlamentario necesario para el gobierno minoritario. El Partido Social Liberal obtuvo los mayores beneficios de cualquier partido, aunque permaneciera fuera de la coalición de gobierno. La elección marcó la segunda vez consecutiva que los socialdemócratas no eran el partido más grande en el parlamento, un gran cambio desde la mayor parte del siglo XX. El partido perdió 5 escaños y su líder Mogens Lykketoft renunció inmediatamente después de las elecciones.
El primer ministro había convocado a elecciones el 18 de enero. Afirmó que lo habría hecho incluso más atrás de esa fecha, pero el terremoto del Océano Índico en 2004, que mató a varios daneses, lo retrasó. A Rasmussen aún le quedaba casi un año de mandato, pero dijo que quería convocar las elecciones antes de las elecciones municipales de noviembre. Su razonamiento era que quería un mandato claro para la reestructuración del gobierno municipal y del condado que su gobierno estaba implementando.
- Datos: Q143258